# لانس وايت
لانس وايت هو سياسي كندي، ولد في 31 أغسطس 1946 بوينيبيغ في كندا. حزبياً، نشط في الحزب الليبيرالي الألبرتي. وقد انتخب عضو الجمعية التشريعية ألبرتا.